# Smilodon
Smilodon je rod vyhynulých kočkovitých šelem, tzv. „šavlozubých tygrů” z podčeledi Machairodontinae. Je znám z fosilních nálezů z Ameriky, objevil se před asi 2,5 milionu let, vymřel před asi 10 000 lety. Nápadným znakem jsou extrémně dlouhé špičáky, podle nich byl nazván „šavlozubý”. Na lokalitě La Brea Tar Pits u Los Angeles spadly stovky smilodonů do asfaltu, patrně když se pokoušeli dostat k potravě, mamutům, kteří tam zapadli před nimi. Díky tomu je vystaveno v museu v Los Angeles mnoho kompletních koster smilodonů.
Přestože se Smilodon hovorově nazývá šavlozubý tygr, s pravým tygrem není blízce příbuzný, tygr patří do jiné podčeledi, Pantherinae, zatímco Smilodon náleží do dnes zcela vymřelé podčeledi Machairodontinae. Jméno Smilodon pochází z řečtiny, smilē (σμίλη) znamená dláto a odoús (ὀδoύς), genitiv odóntos (ὀδόντος) znamená zub.
Smilodon patřil mezi největší kočkovité šelmy, byl to masivně stavěný masožravec, nejtěžší exempláře měly i přes 400 kg.

## Klasifikace a druhy
V roce 1834 dánský přírodovědec Peter Wilhelm Lund pátral se svými spolupracovníky po fosiliích ve vápencových jeskyních v brazilské obci Lagoa Santa. Vzhledem k tomu, že na ně kvůli těžbě ledku v oblasti tlačil čas, Lund pracoval cílevědomě a během dvanácti let nasbíral přes 12 000 zkamenělin. Mezi zkamenělinami byly také jednotlivé zuby, které Lund pro nedostatek zkoumaného materiálu zařadil jako zuby hyen a druh mylně popsal jako zástupce hyen, Hyaena neogaea. O tři roky později k prvnímu nálezu přibyly kosti končetin a další zuby a druh byl přeřazen mezi kočkovité. Lund je pojmenoval Smilodon populator; Smilodon měl poukazovat na podivný tvar zubů a znamenal dvousečný nůž, populator pak přinášející zkázu, což Lund použil, protože v jeskyni našel také množství dalších kostí, jež považoval za pozůstatky obětí smilodona.
Bylo popsáno několik druhů, ale dnes jsou obvykle rozlišovány pouze 3.
- Smilodon gracilis, žil v období před 2,5 miliony let až před 500 tisíci lety, byl to nejčasnější a nejmenší druh, jeho hmotnost je odhadována jen na 55–100 kg[1], jeho předek byl snad Megantereon. Ostatní druhy rodu Smilodon se pravděpodobně vyvinuly z tohoto druhu

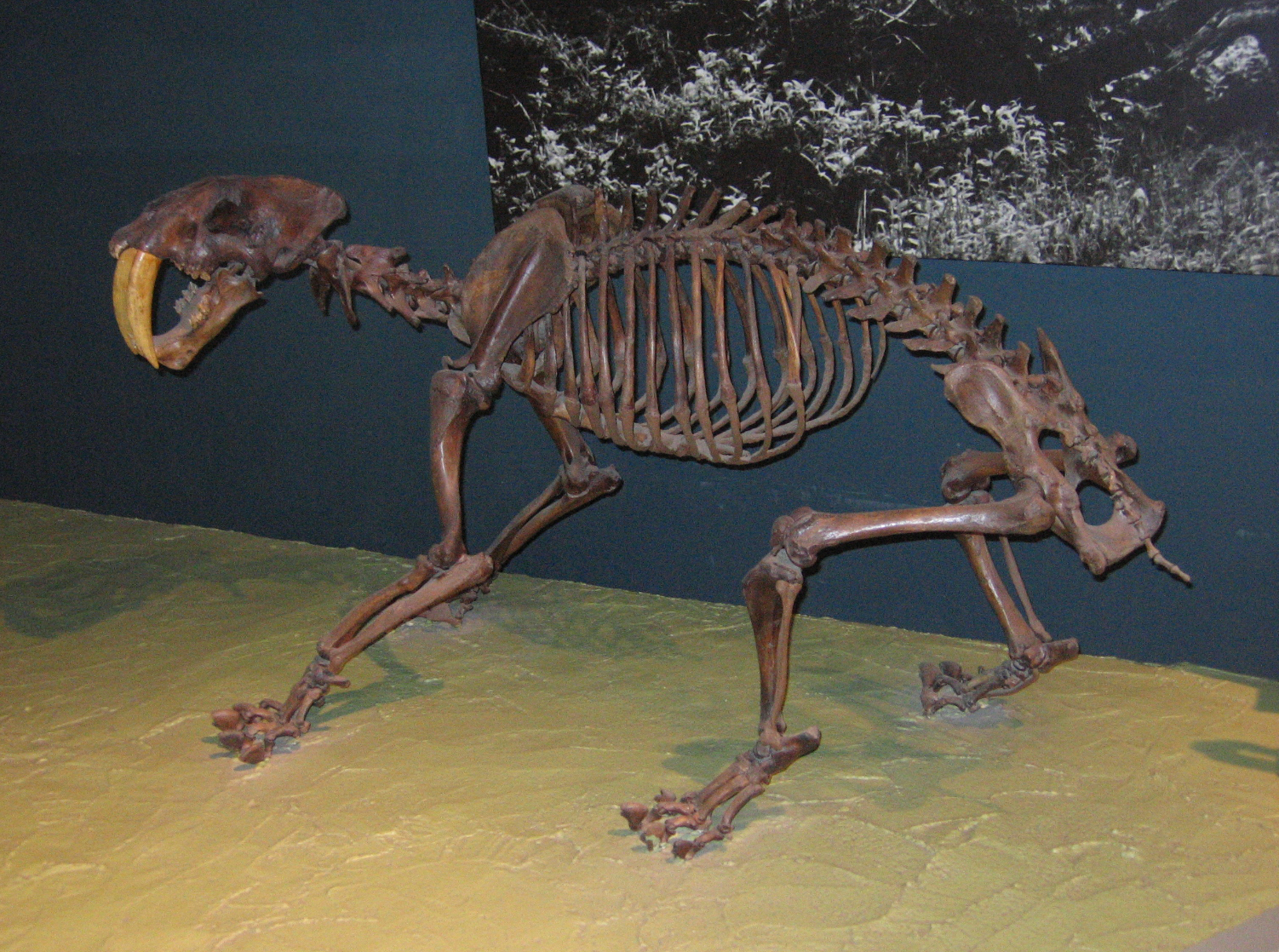
Smilodon californicus fosílie v
museu ve Washingtonu

- Smilodon fatalis, žil v období před 1,6 milionu až před 10 000 lety, nahradil druh Smilodon gracilis v Severní a v západní části Jižní Ameriky. Co se týče velikosti byl něco mezi druhy Smilodon gracilis a Smilodon populator. Jeho hmotnost je odhadována na 160–220 kg[1]. Někdy byly rozlišovány ještě 2 další druhy Smilodon californicus a Smilodon floridus, dnes jsou však většinou považovány jen za subspecie druhu Smilodon fatalis.
- Smilodon populator, žil v období před 1 milionem až před 10 tisíci lety, vyskytoval se ve východní části Jižní Ameriky a byl největším ze všech „šavlozubých tygrů“. Jeho hmotnost je odhadována na 200–300 kg, ale výjimečně velcí jedinci mohli vážit i přes 400 kg, patří k nejtěžším kočkovitým šelmám všech dob[1]. Jeho horní špičák dosahoval délky 28 cm a vyčníval 17 cm z horní čelisti.

## Anatomie

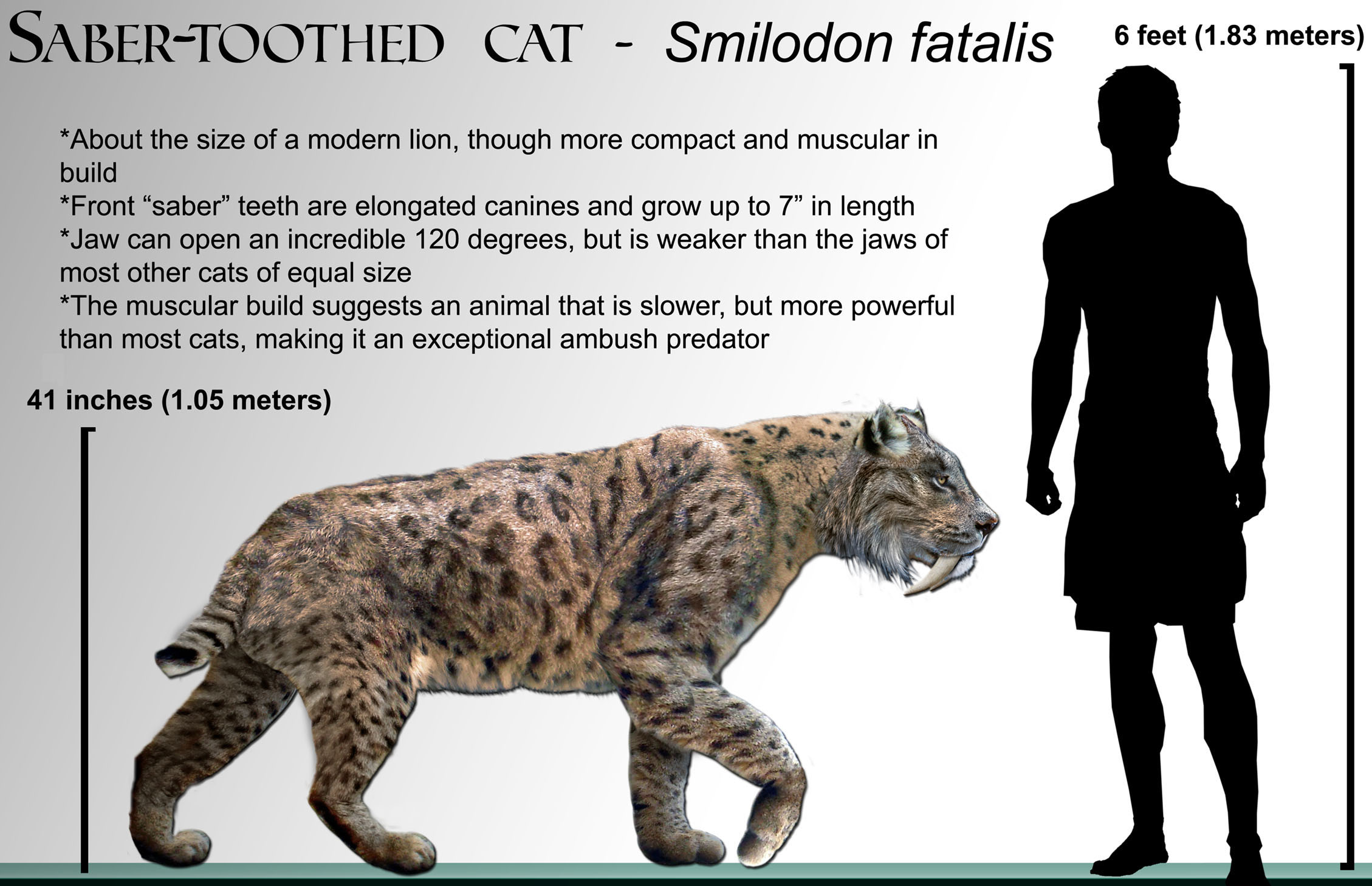
Smilodon spolu s měřítkem jako názorný příklad stavby těla

Dospělý Smilodon vážil asi 55–300 kg, v závislosti na druhu. Měl krátký ocas, silné nohy, svalnatý krk a dlouhé špičáky. I když byl trochu menší než dnešní tygr, byl extrémně silný, měl podobnou stavbu těla jako medvěd. Obří lebka, objevená na území státu Uruguay dokazuje, že tělesná hmotnost těchto obřích koček mohla přesáhnout 400 kilogramů.

### Zuby a čelisti

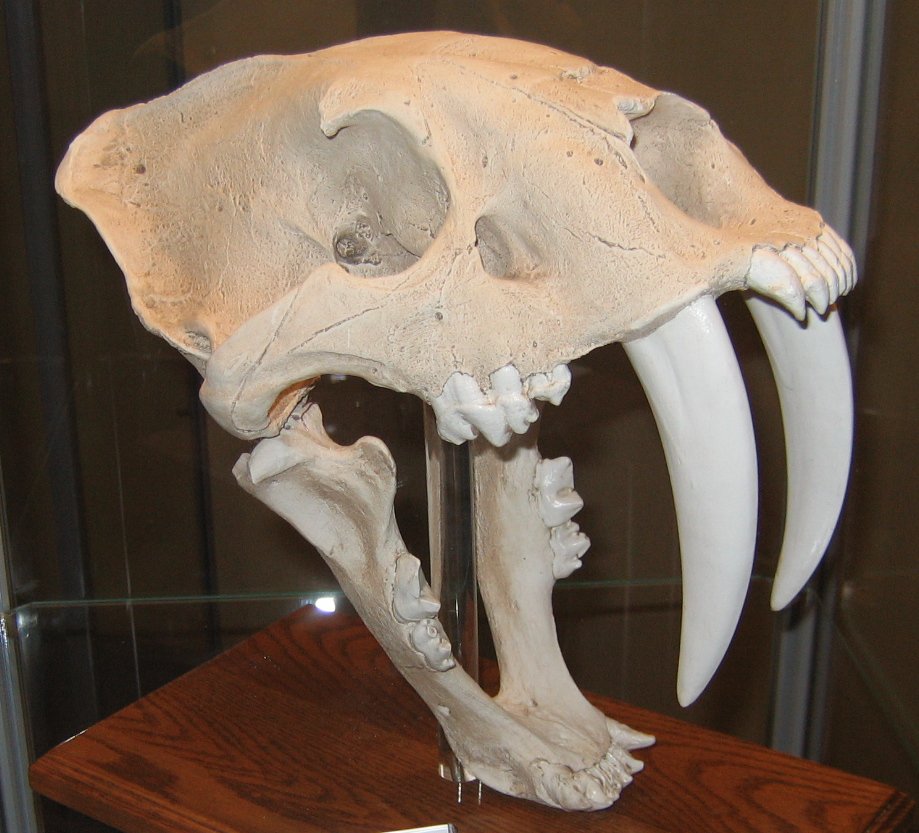
Replika lebky smilodonta v muzeu ve Varšavě

Smilodon je velice známý právě pro své relativně dlouhé špičáky. Má nejdelší špičáky ze všech druhů šavlozubých tygrů, u největšího druhu Smilodon populator měřily až 28 cm. Patrně je měl, aby mohl způsobovat kořisti bodné a sečné rány. Ačkoliv byl Smilodon oproti jiným velkým kočkám masivněji stavěný, měl slabší stisk. Moderní velké kočky mají výraznější jařmové oblouky, kdežto Smilodon měl menší jařmové oblouky, které omezovaly tloušťku a tudíž i sílu spánkového svalu a tím byla snížena síla skusu. Analýza jeho úzkých čelistí ukazuje, že měl jen třetinovou sílu skusu oproti dnešnímu lvu.. Jak se zdá, je obecným pravidlem, že šavlozubé kočky s většími špičáky mají úměrně slabší stisk. Nicméně analýza možnosti ohybu špičáků (schopnost špičáků odolat ohybu aniž by praskly) spolu se silou skusu ukazuje, že zuby šavlozubých koček byly relativně odolnější (díky nižší síle skusu) než u moderních velkých koček. Navíc Smilodon byl schopen otevřít své čelisti až do úhlu 120 stupňů, zatímco lev je otevře jen do úhlu 65 stupňů.

### Končetiny
Smilodon měl relativně kratší a silnější končetiny než jiné kočky. Měl dobře vyvinuté svaly na předních končetinách, takže mohl strhnout velkou kořist. I zadní končetiny měly silné svaly, zvláště přitahovače, které pomáhaly udržet stabilitu při zápase s kořistí. Drápy měl zatažitelné, stejně jako většina koček.

### Sociální chování
Sociální charakter není znám. Některé fosilie vykazují zhojená zranění a choroby, které by mohly ochromit zvíře. Někteří paleontologové to vidí jako důkaz, že šavlozubí tygři byli sociální zvířata, která žila a lovila ve smečkách a postarala se o potravu pro nemocné a staré členy. Pokud by smilodonti žili ve smečkách, lépe by si poradili s konkurencí lva amerického a vlka Canis dirus.
Špičáky a velikost těla byla u smilodontů zhruba stejná u samic i samců. To ukazuje, že Smilodon asi nežil ve skupinách s dominantním samcem (a že zuby asi nebyly používány k nalákání partnera, jak se dříve myslelo).
Objevy dospělých patologických jedinců z lokality Rancho La Brea s poraněním pánevních kostí dokládají, že aby přežili až do dospělosti, museli žít v sociálních skupinách (smečkách), které jim zajistily potravu a ochranu před nepřátelským okolním světem.

### Potrava a lov
Smilodon pravděpodobně lovil mnoho druhů zvěře, např. bizony, losy, jeleny, americké velbloudy, koně, obří pozemní lenochody, a mláďata mamutů (Mammuthus jeffersonii, Mammuthus imperator, Mammuthus columbi, Mammuthus primigenius) a mastodonty.
Současné velké kočky zabíjejí hlavně zardoušením oběti, k čemuž potřebují jen pár minut. Čelistní svaly smilodonta byly pravděpodobně moc slabé a jejich dlouhé špičáky by mohly být v dlouhotrvajícím zápase zlomeny. Podle výzkumu z roku 2007 Smilodon asi používal svou velkou sílu přední části těla, kdy kořist přimáčkl k zemi a pak ji vyřídil hlubokým skusem a probodnutím krční žíly nebo průdušnice a to ji zabilo velmi rychle.. Autoři této studie také tvrdí ve vědeckých časopisech, že technika, kterou používal Smilodon, je účinnější na zabíjení velkých zvířat než metoda, kterou používají dnešní lvi a tygři. Šavlozubí tygři tím byli ale daleko více závislí na přítomnosti velkých zvířat. Tento vysoce specializovaný styl lovu mohl přispět k jejich vymření, jejich velké těžkopádné tělo a předimenzované špičáky byly méně vhodné k lovu menších a hbitějších zvířat, jestliže se ekosystém z nějakého důvodu změnil. Výzkum lebek prokázal, že tyto šelmy se utkávaly v mezidruhových soubojích, při kterých využívaly i svých "šavlovitých" tesáků.

## Vyhynutí
Smilodon vyhynul asi před 10 000 lety. Někteří vědci si myslí, že lidé mohli nepřímo přispět k vymření této šelmy, buď lovem její hlavní kořisti nebo zavlečením nějaké choroby do její populace.
Jiní se domnívají, že jejich vymření způsobil konec doby ledové. Jakmile doba ledová skončila, změnila se vegetace a zmenšil se jejich životní prostor. Parková krajina s trávníky a lesy byla nahrazena rozlehlými trávníky s různými typy trav a izolovanými lesními komplexy. Léta a zimy byly extrémnější, Severní Amerika začala vysychat nebo v zimě byla zase pokrytá sněhem a tím ubylo potravy pro mamuty a tím i pro Smilodonty.

## V populární kultuře
Smilodon patří mezi další populární pravěká zvířata. Je vyobrazen například ve fiktivně dokumentárních cyklech Putování s pravěkými zvířaty (epizoda Šavlozubý tygr) a Prehistorický park (čtvrtá až poslední epizoda). Věnuje se mu též jeden díl dokumentu Prehistoričtí lovci. Pod jménem Diego je také jednou z hlavních postav animované série Doba ledová.